# Alex Kipman
Alex Kipman (nascido em 1979) é um engenheiro e inventor brasileiro que é o fundador e diretor executivo (CEO) da Analog AI. Anteriormente, ele foi o desenvolvedor principal dos óculos inteligentes Microsoft HoloLens e ajudou no desenvolvimento do Xbox Kinect.

## Início da vida e educação
Kipman nasceu em Curitiba em 1979. Filho de um diplomata brasileiro, Kipman cresceu em várias partes do mundo. Quando tinha sete ou oito anos, aprendeu a programar no Atari 2600. Mais tarde, ele frequentou o RIT, graduando-se em 2001 com um diploma em engenharia de software.

## Carreira
Kipman ingressou na Microsoft em 2001, começando o desenvolvimento do ambiente de desenvolvimento integrado (IDE) da Microsoft, o Visual Studio. A partir de 2005, ele ajudou no desenvolvimento do Microsoft Windows, até ingressar no departamento do Xbox em 2008, onde supervisionou a aquisição da tecnologia para o Xbox Kinect de uma empresa israelense, a PrimeSense. O produto foi concluído dois anos depois.
Em 2011, a revista Time o incluiu em sua lista das 100 Pessoas Mais Influentes do Mundo, uma lista composta por líderes, artistas, inovadores, ícones e heróis. Em uma entrevista subsequente com a Fast Company, ele disse: "O software é a única forma de arte existente que não está limitada pelas restrições da física." Em 2012, ele foi nomeado Inventor do Ano pela Intellectual Property Owners Association.
Em 2013, Kipman fez o discurso de formatura em sua alma mater, o Rochester Institute of Technology (RIT).
Em 2016, ele deu uma Ted Talk sobre realidade mista, intitulada "Uma visão futurista da era dos hologramas". Em uma entrevista de 2017 com Alice Bonasio, ele enfatizou sua paixão por realidade mista, afirmando como ela lhe dá uma sensação de "superpoderes de deslocamento". Durante a revelação do HoloLens 2 no Mobile World Congress em 2019, Alex Kipman falou sobre como o HoloLens 2 seria a "próxima era" da realidade mista, tornando-a mais relevante culturalmente.
Em 2019, enquanto desenvolvia tecnologias para o metaverso, o Smithsonian Institution em Washington, D.C., nomeou Kipman o vencedor do American Ingenuity Award, chamando-o de pioneiro da tecnologia de realidade holográfica e aumentada. Mais tarde naquele ano, ele fez um discurso em Xangai anunciando que o HoloLens de segunda geração da Microsoft seria lançado ainda naquele ano.
Em 2021, ele recebeu o Longuet-Higgins Prize pelo Comitê Técnico de Análise de Padrões e Inteligência de Máquina (PAMI) na Conference on Computer Vision and Pattern Recognition (CVPR) por contribuições fundamentais em visão computacional.
Em maio de 2022, Kipman deixou a Microsoft para fundar a Analog AI. Ele tem sido o CEO da Analog AI desde 2023. Em março de 2024, ele se juntou à Verses AI como conselheiro estratégico.

## Prêmios e reconhecimento
- Prêmio Breakthrough da Popular Mechanics (2009)[29]
- Lista Digital 25: Visionários, Inovadores e Produtores da Producers Guild of America (2010)[30][31]
- Top 25 Nerds do Ano da Time (2010)[32][5]
- 100 Pessoas do Ano da Time em 2011 Time 100[8]
- 100 Pessoas Mais Criativas nos Negócios da Fast Company (2011)[33]
- Inventor Nacional do Ano, Intellectual Property Foundation (2012)[8]
- Hall da Fama dos Inovadores do Rochester Institute of Technology (2013)[34]
- American Ingenuity Awards da Smithsonian (2019)[35]
- Prêmio Longuet-Higgins pelo IEEE por contribuições fundamentais em visão computacional (2021)[24]